# Conothele baoting
Espèce
Conothele baoting est une espèce d'araignées mygalomorphes de la famille des Halonoproctidae.

## Distribution
Cette espèce est endémique de Hainan en Chine,.

## Description
La femelle holotype mesure 14,71 mm.

## Étymologie
Son nom d'espèce lui a été donné en référence au lieu de sa découverte, le xian de Baoting.

## Publication originale
- Liu, Xu, Zhang, Liu & Li, 2019 : Four new species of the trapdoor spider genus Conothele Thorell, 1878 (Araneae, Halonoproctidae) from China. ZooKeys, no 833, p. 133-150 (texte intégral).